# Munster (Indiana)
Munster is een plaats (town) in de Amerikaanse staat Indiana, en valt bestuurlijk gezien onder Lake County.

## Demografie
Bij de volkstelling in 2000 werd het aantal inwoners vastgesteld op 21.511.
In 2006 is het aantal inwoners door het United States Census Bureau geschat op 22.346, een stijging van 835 (3.9%).

## Geografie
Volgens het United States Census Bureau beslaat de plaats een oppervlakte van
19,6 km², waarvan 19,5 km² land en 0,1 km² water.

## Plaatsen in de nabije omgeving
De onderstaande figuur toont nabijgelegen plaatsen in een straal van 8 km rond Munster.